# 普拉蒂纳
普拉蒂纳是巴西圣保罗州的一个市镇。总面积327.826平方公里，总人口3166人，人口密度9.7人/平方公里。